# Megyn Kellyová
Megyn Kellyová (v době prvního manželství Kendallová, * 18. listopadu 1970 Syracuse, New York)  je americká novinářka, právnička a politická komentátorka, která v letech 2004–2017 působila na stanici Fox News Channel a mezi roky 2017–2018 byla tváří NBC News. Stala se moderátorkou pořadu The Kelly File, vysílaného ve všední dny z neyworské centrály Fox News Channel. Uváděla také pořad America Live with Megyn Kelly. Následně zvýšila aktivitu na Instagramu a kanalu YouTube, kam začala přispívat rozhovory.
V roce 2014 ji časopis Time zařadil na „seznam 100 nejvlivnějších lidí světa“.

## Osobní život
Narodila se roku 1970 v newyorském Syracuse do rodiny Edwarda Kellyho, jenž přednášel pedagogiku na Newyorské státní univerzitě v Albany, a ženy v domácnosti Lindy Kellyové. Po matčiných předcích má italské kořeny. Základní stupeň školy navštěvovala na Tecumseh Elementary School, než se v devíti letech s rodiči přestěhovala na albanské předměstí do Delmaru, kde pokračovala docházkou na Bethlehem Central High School. Otec zemřel ve věku jejích patnácti let.
Po střední škole získala vysokoškolský titul v politologii na Syracuské univerzitě a v roce 1995 se stala doktorkou práv (J.D.) na Albany Law School. Hlásí se k římskokatolickému vyznání.
V letech 2001–2006 byla vdaná za anesteziologa Daniela Kendalla. S Douglasem Bruntem, prezidentem a výkonným ředitelem společnosti Authentium a pozdějším spisovatelem, uzavřela sňatek 1. března 2008. Do manželství se narodily tři děti.

## Právnická a novinářská kariéra

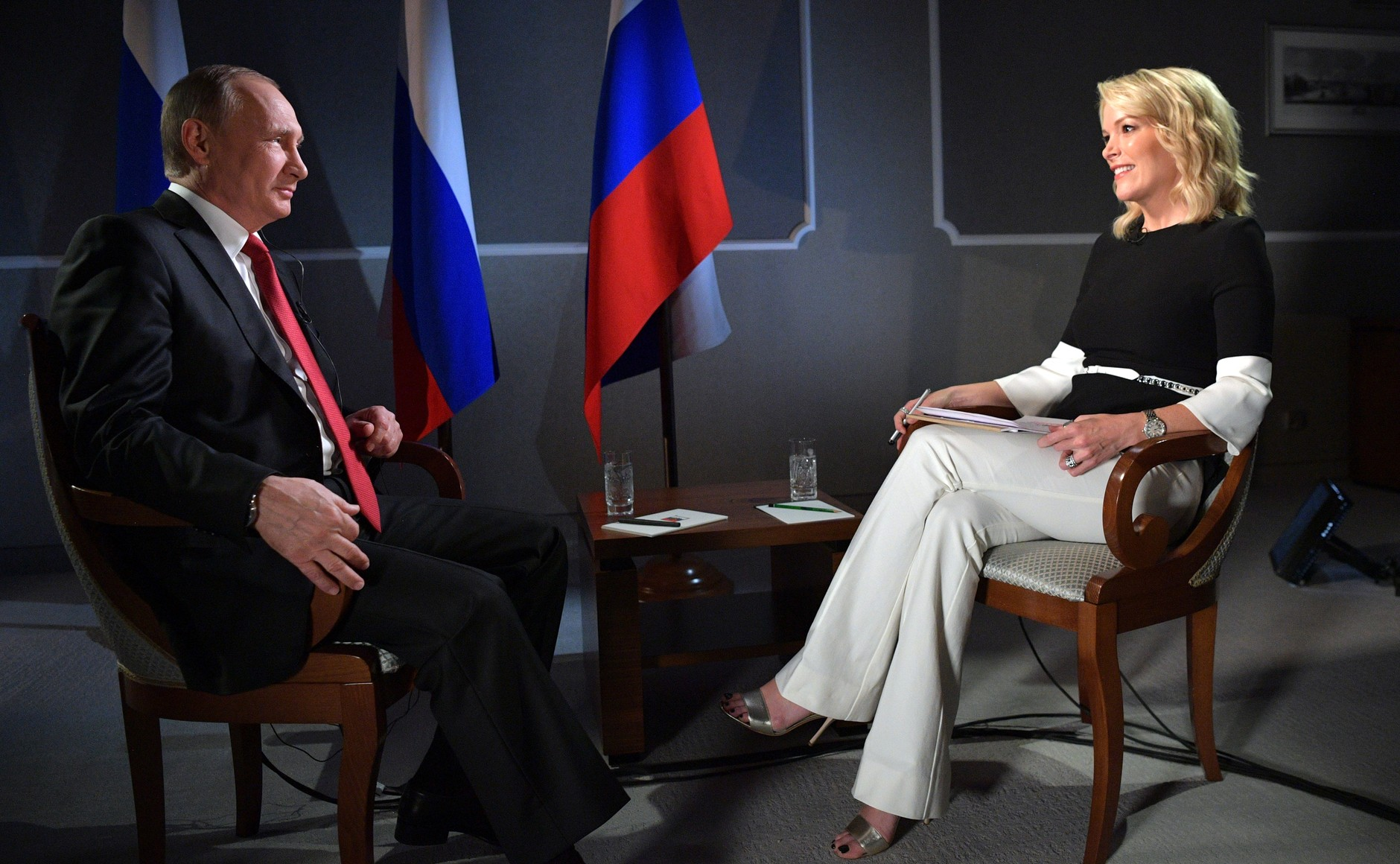
V rozhovoru s ruským prezidentem Vladimirem Putinem na stanici NBC v červnu 2017

V chicagské právní firmě Bickel & Brewer LLP se stala právní zástupkyní a přispěla také článkem do časopisu Americké advokátní komory Litigation. Následně pracovala devět let v mezinárodní právnické kanceláři Jones Day, kde se jedním z jejích klientů stala firma Experian, působící v oblasti registru dlužníků.
V roce 2003 se přestěhovala do metropole ve Washingtonu, kde začala pracovat jako reprortérka bez specializace pro filiálku stanice ABC – kanál WJLA-TV. Roku 2004 přešla do televize Fox News. Vlastní dvouhodinový pořad America Live with Megyn Kelly začala moderovat 1. února 2010 a opustila jej v důsledku mateřských povinností k červenci 2013. Od října téhož roku se objevovala ve večerním víkendovém pořadu The Kelly File.
Dne 6. srpna 2015 moderovala televizní ohijskou debatu republikánských kandidátů na prezidentský úřad 2016, v níž získala kladná hodnocení kritiků, navzdory kontroverzním tématům a vyostřené debatě. Mediální odezvu vzbudil její dotaz na Donalda Trumpa, o tom jak by se mohl utkat s Hillary Clintonovou o hlasy voliček, když v minulosti ženy opakovaně hrubě urážel. Kandidát jen odvětil, že „značným problémem této země je politická korektnost“.
Dne 3. ledna 2017 oznámila svůj záměr přestoupit ke konkurenční stanici NBC.
Od 10. září 2020 začala provozovat vlastní Megyn Kelly Show. V lednu 2025 se po uvedení do úřadu amerického ministra zahraničí stal jejím hostem Marco Rubio. V rozhovoru nastínil priority zahraniční politiky ve druhém prezidentském období Donalda Trumpa.